# Елізабет (Міннесота)
Елізабет (англ. Elizabeth) — місто (англ. city) в США, в окрузі Оттер-Тейл штату Міннесота. Населення — 168 осіб (2020).

## Географія
Елізабет розташований за координатами 46°22′47″ пн. ш. 96°7′52″ зх. д. / 46.37972° пн. ш. 96.13111° зх. д. (46.379588, -96.130975).  За даними Бюро перепису населення США в 2010 році місто мало площу 0,96 км², з яких 0,95 км² — суходіл та 0,00 км² — водойми.

### Клімат
| Клімат : Елізабет     | Клімат : Елізабет | Клімат : Елізабет | Клімат : Елізабет | Клімат : Елізабет | Клімат : Елізабет | Клімат : Елізабет | Клімат : Елізабет | Клімат : Елізабет | Клімат : Елізабет | Клімат : Елізабет | Клімат : Елізабет | Клімат : Елізабет | Клімат : Елізабет |
| Показник              | Січ.              | Лют.              | Бер.              | Квіт.             | Трав.             | Черв.             | Лип.              | Серп.             | Вер.              | Жовт.             | Лист.             | Груд.             | Рік               |
| Середній максимум, °C | −8,3              | −5,6              | 2,2               | 12,2              | 20,0              | 25,0              | 27,8              | 27,2              | 21,1              | 13,9              | 2,8               | −5                | 11,2              |
| Середній мінімум, °C  | −18,9             | −16,1             | −8,3              | 0,0               | 7,2               | 12,8              | 15,6              | 13,9              | 8,9               | 2,2               | −6,1              | −14,4             | −0,2              |
| Норма опадів, мм      | 23                | 18                | 30                | 53                | 76                | 107               | 86                | 76                | 61                | 43                | 28                | 18                | 617               |
| Днів з опадами        | 9                 | 7                 | 8                 | 9                 | 11                | 12                | 9                 | 9                 | 9                 | 7                 | 8                 | 8                 | 106               |
| --------------------- | ----------------- | ----------------- | ----------------- | ----------------- | ----------------- | ----------------- | ----------------- | ----------------- | ----------------- | ----------------- | ----------------- | ----------------- | ----------------- |
| Джерело: Weatherbase  |                   |                   |                   |                   |                   |                   |                   |                   |                   |                   |                   |                   |                   |

## Демографія
Згідно з переписом 2010 року, у місті мешкали 173 особи в 66 домогосподарствах у складі 49 родин. Густота населення становила 181 особа/км².  Було 84 помешкання (88/км²).
Расовий склад населення:
| - 93,6 % — білих - 2,9 % — чорних або афроамериканців - 1,7 % — корінних американців - 0,6 % — азіатів |

До двох чи більше рас належало 1,2 %. Частка іспаномовних становила 0,0 % від усіх жителів.
За віковим діапазоном населення розподілялося таким чином: 24,3 % — особи молодші 18 років, 64,1 % — особи у віці 18—64 років, 11,6 % — особи у віці 65 років та старші. Медіана віку мешканця становила 43,8 року. На 100 осіб жіночої статі у місті припадало 121,8 чоловіків;  на 100 жінок у віці від 18 років та старших — 118,3 чоловіків також старших 18 років.
Середній дохід на одне домашнє господарство  становив 55 462 долари США (медіана — 47 188), а середній дохід на одну сім'ю — 79 062 долари (медіана — 62 813). Медіана доходів становила 40 781 долар для чоловіків та 33 750 доларів для жінок. За межею бідності перебувало 21,5 % осіб, у тому числі 26,5 % дітей у віці до 18 років та 35,0 % осіб у віці 65 років та старших.
Цивільне працевлаштоване населення становило 91 осіб. Основні галузі зайнятості: освіта, охорона здоров'я та соціальна допомога — 28,6 %, будівництво — 16,5 %, роздрібна торгівля — 13,2 %, виробництво — 13,2 %.